# 相澤清一
相澤 清一（あいざわ せいいち、1952年8月13日 - ）は、日本の政治家。宮城県美里町長（2期）。元美里町議会議長。

## 来歴

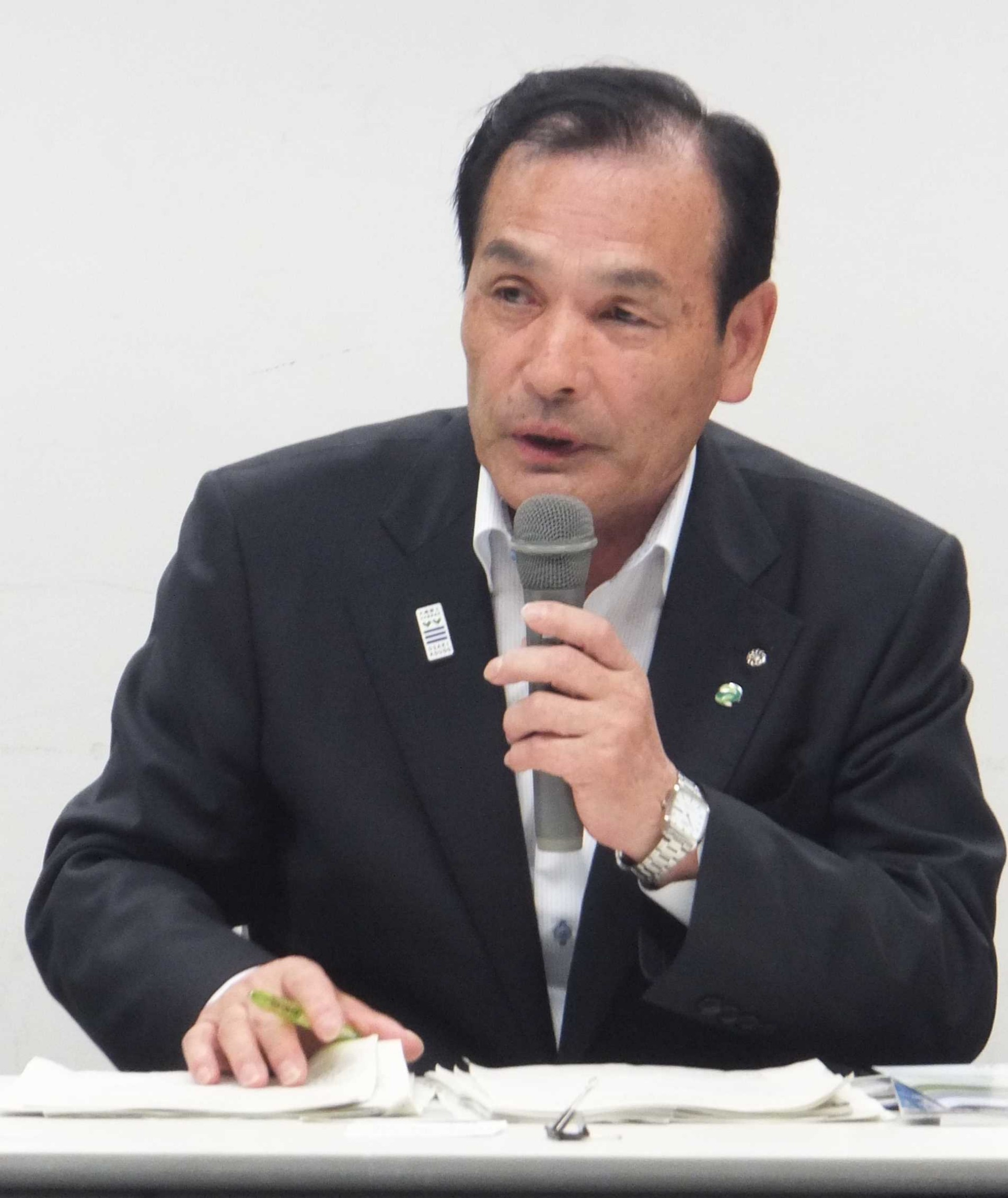
第5回鳴瀬川等・北上川下流等大規模氾濫時の減災対策協議会にて（2019年5月29日）

宮城県小牛田町（現美里町）に生まれる。宮城県小牛田農林高等学校を経て、1973年（昭和48年）3月、宮城県農業短期大学卒業。
1999年（平成11年）2月、小牛田町議会議員に就任。2003年（平成15年）に再選。
2006年（平成18年）1月1日、遠田郡の小牛田町と南郷町が合併して美里町が誕生。これに伴って2月5日に行われた美里町議会議員選挙に出馬し初当選。2010年（平成22年）に再選。
同年2月から、町議を辞職する2013年（平成25年）11月まで議長を務めた。
2014年（平成26年）1月14日告示の美里町長選挙において無投票により初当選。2月5日、町長就任。
2015年（平成27年）9月7日、元国立市長の上原公子が事務局長を務める「脱原発をめざす首長会議」に加入した。
2018年（平成30年）、無投票により再選。
2022年（令和4年）も無投票により三選。